# Snorre Wikstrøm
Snorre Wikstrøm (15 marzo 1972) è un politico norvegese del Partito Laburista.

## Biografia
Iscritto all'Università di Oslo nel 1990, si è laureato nel 1995. È stato membro del consiglio della contea di Hedmark dal 1991 al 1999, leader della Lega dei Giovani Lavoratori a Hedmark dal 1992 al 1994 e membro del consiglio centrale dal 1992 al 1998. Ha lavorato come segretario per Sosialdemokrater mot EU da agosto a dicembre 1994 e come segretario al Consiglio per il Lavoro e il sociale di Oslo da settembre a dicembre del 1996 
Dal 1999 al 2009 ha lavorato come campaign manager, consigliere e segretario per il Partito laburista norvegese, eccetto per il periodo da gennaio a settembre 2008 quando ha assunto l'incarico di segretario di stato nel Governo. Ad ottobre 2009 ha assunto quest'ultimo incarico stabilmente.